# Bowling Green (New York City)
A Bowling Green kis, ovális alaprajzú tér Manhattan déli részén, New York pénzügyi negyedében. A téren található New York legrégebbi közparkja, melyet még most is az eredeti, 18. századi kerítés vesz körül, egykor III. György aranyozott lovasszobra állt a közepén az amerikai függetlenségi háborúig, ma szökőkút dísziti. Az 1733-ban parkká nyilvánított Bowling Green nevét – ’kuglipálya’– azoktól a polgároktól kapta, akik kibérelték a területet New York városától kuglizás céljára. Innen indul a Broadway északi irányba, a tér délnyugati része pedig a Battery Parkkal szomszédos. 
A terület a lenape indiánok kultikus helyszíne volt egykor, ugyanakkor New York történelme is innen számítható, itt történt meg a neves adásvétel, mely során Peter Minuit holland kormányzó megvette Manhattan szigetét az indiánoktól 24 dollár értékű áruért cserébe 1626-ban, így Bowling Greent New York szülőhelyének is lehet tekinteni. A vétel eredeti okmányát a hágai állami levéltár őrzi.
A parkot szegélyező kovácsoltvas kerítést eredetileg III. György szobrának védelmére emelték, felső részét egykor apró koronás fők – az angol királyi család szobormásai – díszítették, ezeket 1776-ban a függetlenségi nyilatkozat felolvasása után, mint a királyi koronát jelképező záróelemeket a tömeg lefűrészelte, III. György szobrát pedig ledöntötte. 
Később Abraham de Peysternek, 1691 és 1694 között New York polgármesterének a szobra állt a déli részén, ez az 1970-es évek végére befejeződött, a park 18. századi jellegének visszaállítását célzó felújítás során került el innen, ekkor a metróállomást is bővítették a park alatt. 1989-ben a tér északi részén állították fel a pénzpiacok erejét szimbolizáló, „a Wall Street bikája”, azaz a Charging Bull bronzszobrot. 

## Galéria

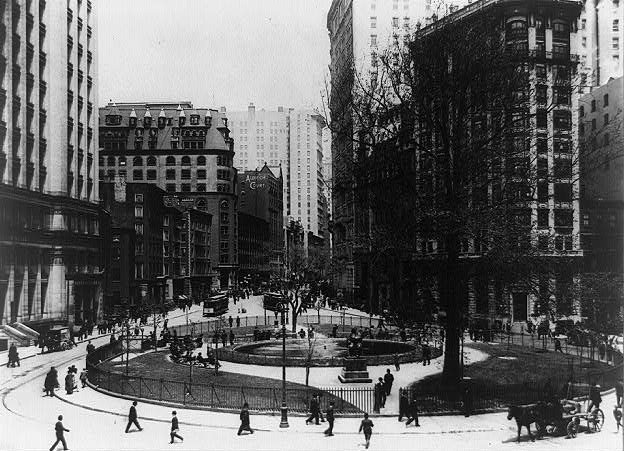
A park északfelé néző látképe 1907-ben, Abraham de Peyster polgármester szobrával a déli részen
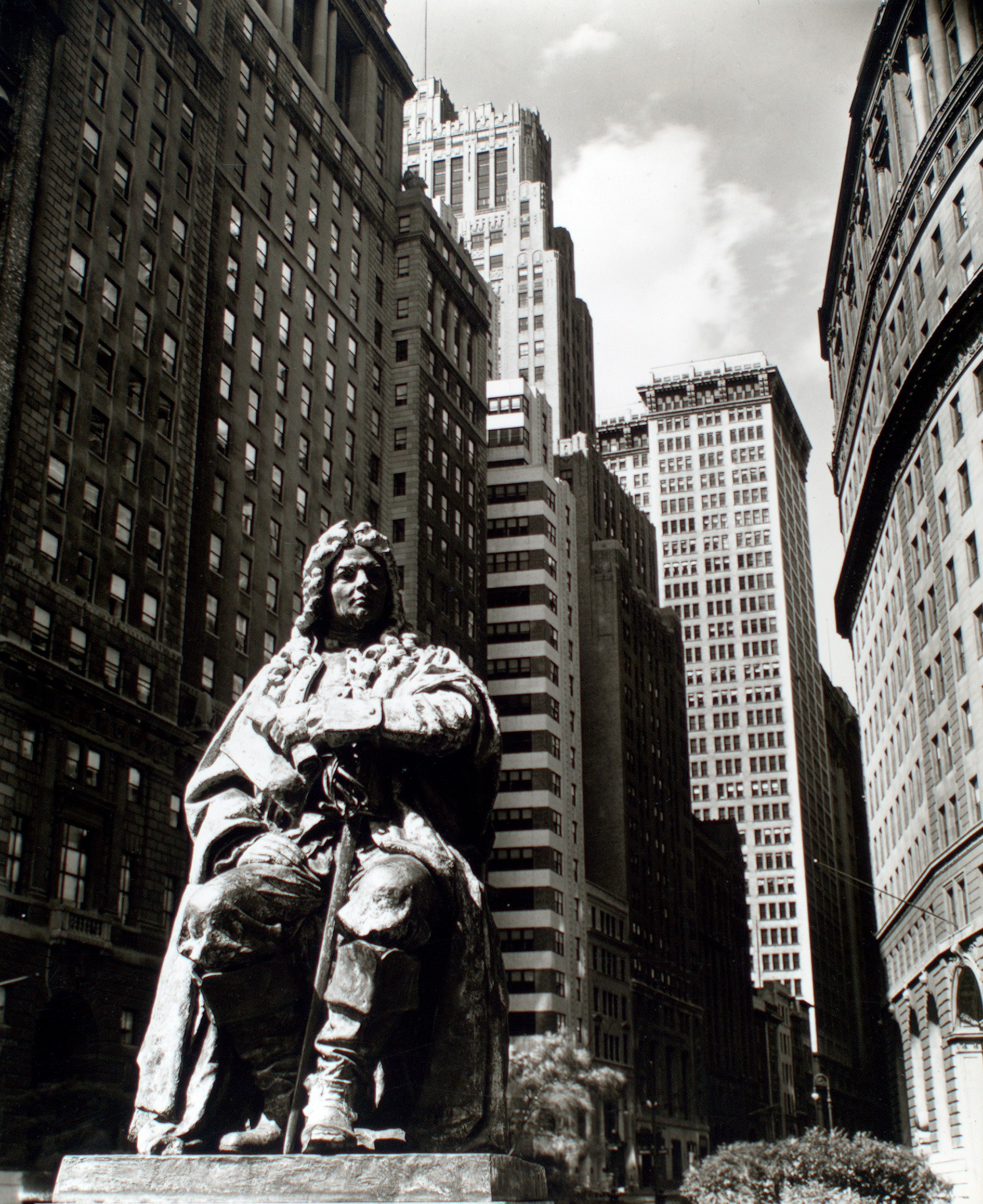
Abraham de Peyster polgármester szobra 1936-ban

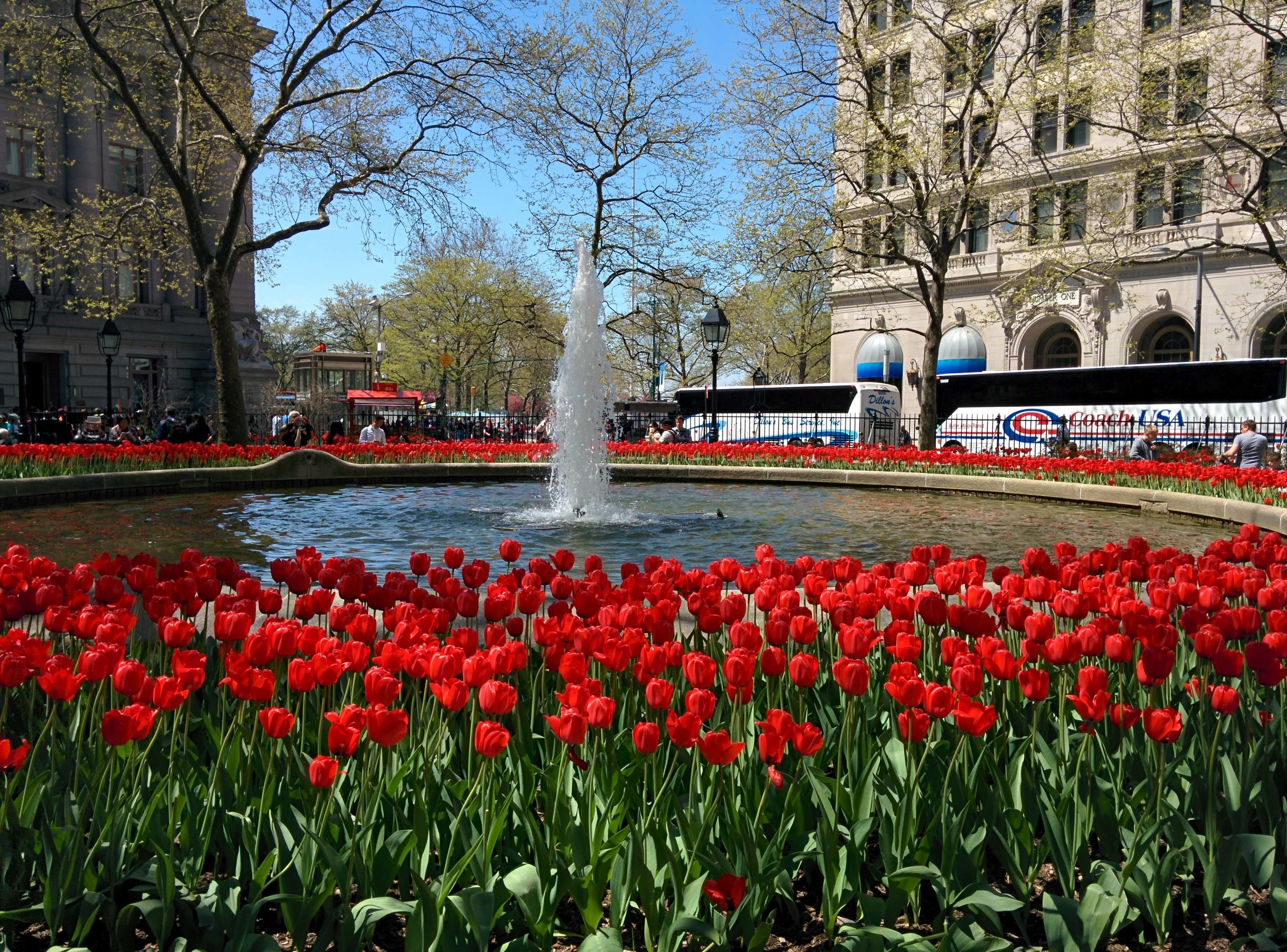
A szökőkút 2014-ben
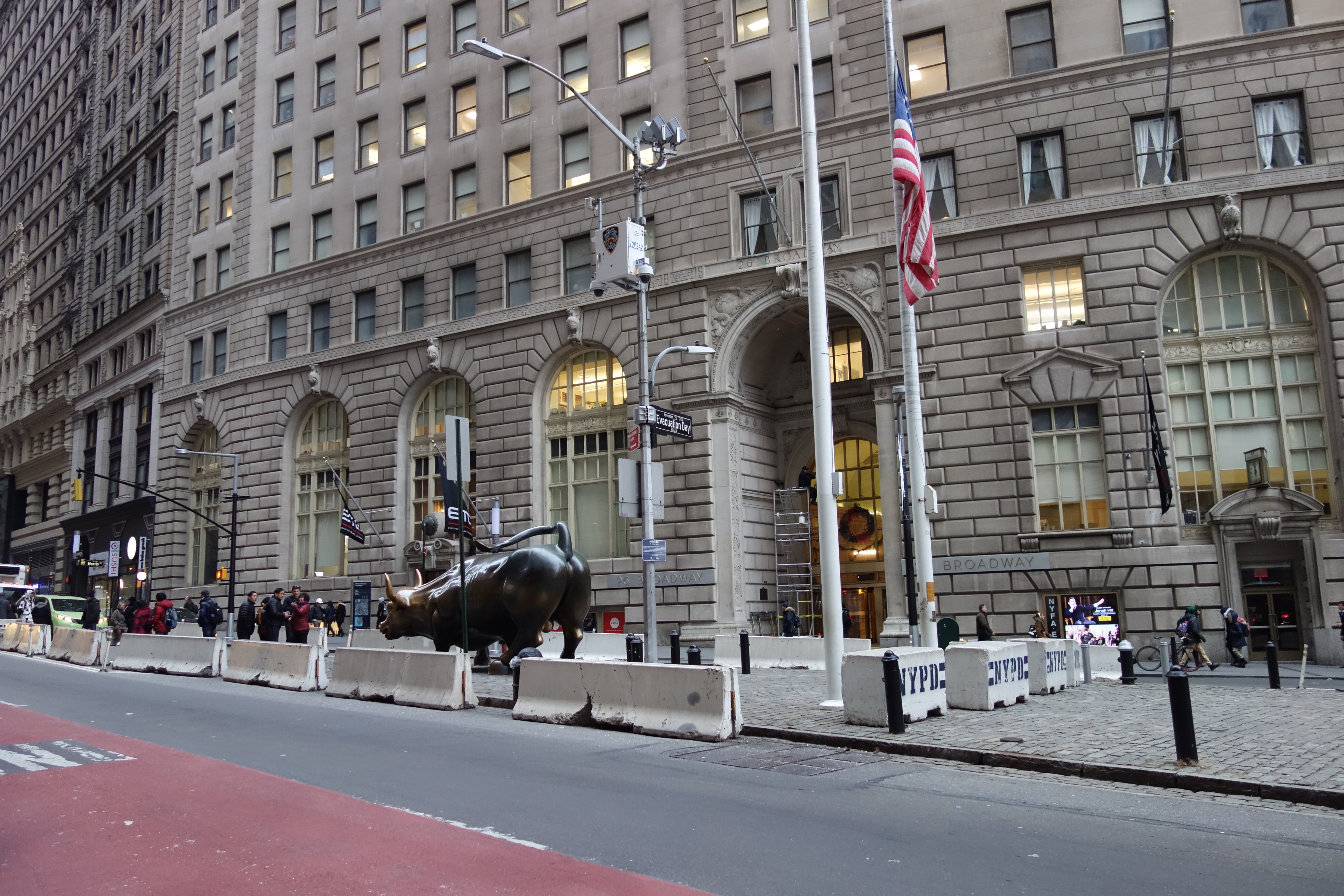
A Charging Bull a tér északi részén 2016-ban

## További információ
- Richard B. Marrin, "Harbor History: Bowling Green: The Birthplace of New York"